# Sloop

Sloop

Lo sloop è un'imbarcazione a vela con un solo albero dotata di un unico strallo di prua al quale viene inferito il fiocco che, insieme alla randa, costituisce la velatura. Armo nato prima del 1920 alle Isole Bermude, detto anche, per questo, armo bermudiano. Fu chiamato, alla nascita, anche Armo Marconi poiché l'albero, con le sue crocette, le sue sartie, il suo strallo ed il suo paterazzo (singolo o sdoppiato),  ricordarono, a secco di vele, le attrezzature radio di Guglielmo Marconi.

## Caratteristiche
La base della vela di prua di uno sloop moderno di solito è maggiore della distanza tra l'estrema prua, dove appunto la vela è murata, e la base dell'albero. In questo caso questa vela non è un fiocco, ma un genoa. Nel caso sia armato un secondo strallo tra un punto più in basso della testa dell'albero e un punto più a poppa del punto di mura della vela di prua, su cui inferire una terza vela detta trinchetta, lo sloop prende il nome di cutter, o di sloop armato a cutter. 
Tornando alla velatura essa è costituita da una vela triangolare, a poppa, detta randa, inferita nella parte poppiera dell'albero, in una canaletta od in una rotaia, fissando l'angolo di penna alla parte superiore dell'albero attraverso una drizza; scendendo la caduta prodiera, detta inferitura, la vela viene fermata con l'angolo di mura alla trozza del boma, nel punto in cui il boma ha lo snodo con l'albero; la base scorre libera lungo la parte superiore del boma ed è fissata nell'angolo di scotta, alla fine del boma. 
La vela risale con la caduta poppiera, detta balumina, in testa d'albero. All'estremità del boma è fissata, spesso parancata, la scotta randa; molte volte la scotta scorre sulla rotaia di un carrello lungo la larghezza della poppa dell'imbarcazione. La vela di prua, fiocco o genoa che sia ha anch'essa forma triangolare, con l'angolo superiore detto penna, dal quale partono sia una caduta prodiera, l'inferitura, che una caduta poppiera, la balumina; i relativi angoli sono quello di mura, all'estrema prua e quello di scotta o bugna, a poppa. La parte inferiore si chiama base.